# كريس سوندرز (ملاكم)
كريس سوندرز (بالإنجليزية: Chris Saunders)‏ مواليد 15 أغسطس 1969 في بارنسلي، هو ملاكم محترف بريطاني سابق صنّف ضمن فئة وزن الوسط.

## إحصائيات
خاض خلال مسيرته 47 نزالا، فاز في 23 وتعادل في 1 وخسر في 23. فاز بالضربة القاضية في 10 نزالات.

## روابط خارجية
- كريس سوندرز على موقع بوكس ريك (الإنجليزية) (registration required)